# Proiectare asistată de calculator
Prin Proiectarea asistată de calculator sau CAD (din engleză de la Computer-aided Design) se înțeleg acele unelte, aplicații, programe de calculator care pot asista inginerii, arhitecții, geodeziștii în activitatea lor de proiectare.
Inițial aceste aplicații au fost create ca instrument de desenare cu calculatorul, instrument dorit să înlocuiască planșeta de desenare. În cursul timpului însă ele au fost dezvoltate mai departe pentru a ușura nu numai desenarea, dar și toată activitate de proiectare. De unde inițial ele permiteau numai desenare în două dimensiuni (2D), la momentul actual se poate crea virtualizarea (reprezentarea în calculator) a unui obiect real cum ar fi de ex. un arbore motor, precum și vizualizarea spațială (în 3D) a unei asamblări pe un monitor de calculator.
Unele dintre aceste aplicații au încorporat și lucrul cu modulele de rezistență (exemplu: Euclid).

## Domenii de utilizare

O procedură mai simplă

- Arhitectură
- Construcții
- Drumuri și poduri
- Industria aeronautică
- Industria de automobile
- Electronică și electrotehnică
- Design industrial
- Inginerie mecanică

## Formate defișiere, specifice desenării/proiectării asistate
pln, pla, dwg, dxf, sldprt, iges, cat, ifc, ipn, ipt, catpart, catproduct

## Listă de aplicații răspândite

### Gratuite sau cu sursă liberă
- FreeCAD
- GraphiteOne -
- LibreCAD -
- Qcad - program 2D CAD pentru Linux sau Windows;
- avoCADo - un nou program 3D open-source scris în Java;
- BRL-CAD - are peste 20 de dezvoltare și utilizare de către armata americană;
- Blender - 3D și animație;
- Salome Platform - CAD-CAE;
- A9CAD

### Comerciale
- SolidEdge - SolidEdge, software CAD produs de Siemens PLM Software
- NX CAD Arhivat în 12 februarie 2011, la Wayback Machine. - NX, software unitar pentru procesele CAD, CAM,CAE produs de Siemens PLM Software
- ArchiCAD - soluția ideală pentru modelarea Clădirii Virtuale
- AxisVM - program de elemente finite pentru calculul structurilor
- Tekla Structures - modelarea structurilor metalice în 3D
- AutoCAD
- Cypecad - program de analiza, dimensionare si detaliere a structurilor din beton armat
- Cype 3D - program de analiza, dimensionare si detaliere a structurilor metalice
- Inventor
- SolidWorks
- Pro/ENGINEER acum redenumit Creo Parametric
- Catia
- VectorWorks - soft European?
- TurboCAD
- 12d - software pentru topografie și cadastru
- ZwCAD Arhivat în 13 martie 2007, la Wayback Machine.
- VariCAD
- TopSolid
- ProgeCAD
- Google Sketchup Arhivat în 13 aprilie 2015, la Wayback Machine. -
- DraftSight -
- Altium